# Pogoniulus scolopaceus
El barbudito escolopáceo (Pogoniulus scolopaceus) es una especie de ave de la familia de los barbudos africanos (Lybiidae). Se encuentra en Angola, Benín, Camerún, República Centroafricana, República del Congo, República Democrática del Congo, Costa de Marfil, Guinea Ecuatorial, Gabón, Ghana, Guinea, Kenia, Liberia, Nigeria, Sierra Leona, Togo y Uganda.